# Hypotetisk slutledning
Hypotetisk slutledning är en slutledning, i logiken kallad syllogism i vilken översatsen är en konditionalsats, ett hypotetiskt villkor. 
En sådan slutledning kallas ren, om undersatsen är ett hypotetiskt villor. Den äger då formen:
- Om A är, så är B.
- Om C är, så är A,
- alltså: Om C är, så är B.

I formell logiknotation kan detta skrivas:
{\displaystyle p\rightarrow r}
{\displaystyle q\rightarrow p,}
{\displaystyle \vdash q\rightarrow r}
Ett alternativt Hypotetiskt bevis - Hypsografi
- Om A är, så är B.
- Om B är, så är D,
- alltså: Om A är, så är D.

Den kallas vanlig hypotetisk slutledning, om undersatsen är ett kategoriskt villkor. En sådan slutledning har antingen formen (i vilket fall man sägs sluta enligt "modus ponens"):
- Om A är, så är B.
- Nu är A,
- alltså är B,

eller ock formen (i vilket fall man sägs sluta enligt "modus tollens"):
- Om A är, så är B.
- Nu är icke B,
- alltså är icke A

Mindre uppmärksammade och mer sällan förekommande är de hypotetiska slutledningar, i vilka undersatsen är ett disjunktivt villkor. De förekommer dock stundom, till exempel:
- Om A är, så är B.
- Antingen är A eller ock C,
- alltså: Antingen är B eller C eller båda (om nämligen B vore på annan grund än A)

eller
- Om A är, så är B.
- Antingen är icke B eller ock är C,
- alltså: Antingen är icke A eller ock är C.

Hypotetisk-disjunktiv slutledning kallas en sådan, vars översats är ett hypotetisk-disjunktivt villkor. Sådana finns av flera slag, till exempel:
- Om A är, så är antingen C eller D.
- Nu är A,
- alltså är antingen C eller D,

eller 
- Om A är, så är antingen C eller D.
- Antingen är A eller B,
- alltså är antingen B, C eller D.